# Elecciones municipales de Luján de Cuyo de 2023
Las elecciones en el departamento Luján de Cuyo de 2023 tendrán lugar el 24 de septiembre de dicho año, junto con las elecciones provinciales. En dicha elección se elegirán intendente municipal y la mitad de los concejales.
Las candidaturas oficiales se definieron en las elecciones primarias, abiertas, simultáneas y obligatorias (PASO) que tuvieron lugar el 11 de junio.

## Candidaturas

### Declaradas

#### La Unión Mendocina
- Esteban Allasino (Propuesta Republicana), funcionario municipal.[1]

#### Cambia Mendoza
- Matías Bertona.
- Natalio Mema (Unión Cívica Radical), funcionario provincial.[2]

#### Elegí Mendoza
- Andrés Benites.
- Gustavo Palacios.
- Paloma Scalco.
- Marcela Tobio.

#### FIT-U
- Facundo Terraza.
- Alejandra Vargas.

#### Partido Verde
- Fernando García.
- Orlando Ibaceta.

### Descartadas
- Sebastián Bragagnolo (Propuesta Republicana), intendente en funciones.[3][1][4]

## Resultados

### Elecciones primarias
Las elecciones primarias, abiertas, simultáneas y obligatorias (PASO) tuvieron lugar el 11 de junio de 2023. Se presentaron once precandidatos a la intendencia por cinco espacios políticos distintos. Para pasar a la elección general, es requisito sacar más del 3% de los votos, además de ganar la interna del espacio al que se representa.
|  | 42,19 % |

|  | 75,22 % |

|  | 29,76 % |

|  | 24,78 % |

|  | 61,47 % |

|  | 8,85 % |

|  | 18,36 % |

|  | 12,19 % |

|  | 7,97 % |

|  | 62,90 % |

|  | 3,36 % |

|  | 37,10 % |

|  | 69,50 % |

|  | 3,18 % |

|  | 30,50 % |

|  | 87,34 % |

|  | 7,76 % |

|  | 4,68 % |

|  | 69,67 % |

|  | 100 % |

|  | 99,70 % |